# Магомедова, Нинаханум Тимуровна
Нинаханум Тимуровна Магомедова (11 мая 2001; Дагестан, Россия) — российская тхэквондистка. Призёр чемпионатов России.

## Биография
В сентябре 2018 года в Махачкале стала чемпионкой Дагестана. В мае 2019 года стала бронзовым призёром Кубка России в городе Шахты Ростовской области. В октябре 2020 года в Шахтах Нинаханум Магомедова стала победительницей первенства России среди спортсменов в возрасте до 21 года. В июне 2021 года в Майкопе стала обладательницей Кубка России. В августе 2021 года в Таллине на первенства Европы среди юниоров (17–21 год) завоевала бронзовую медаль. В сентябре 2021 года в Одинцово стала бронзовым призёром чемпионата России. В конце сентября 2022 года в Нальчике стала бронзовым призёром чемпионата России.

## Достижения
- Кубок России по тхэквондо 2019 — ;
- Первенство России по тхэквондо U21 2020 — ;
- Первенство Европы по тхэквондо U21 2021 — ;
- Кубок России по тхэквондо 2021 — ;
- Чемпионат России по тхэквондо 2021 — ;
- Чемпионат России по тхэквондо 2022 — ;